# Renato Traiola
Renato Traiola (* 19. Dezember 1924 in Savigliano; † 18. Januar 1988 in Latina) war ein italienischer Wasserballspieler.
Renato Traiola trat für den Circolo Canottieri aus Neapel an.
Trailoa war 1952 bei den Olympischen Spielen in Helsinki als Ersatztorwart für Raffaello Gambino Mitglied der italienischen Mannschaft. Er wurde im Auftaktspiel beim 16:1-Sieg gegen Indien eingesetzt. Da die italienische Mannschaft mit Gambino im Tor Olympiadritter wurde, erhielt auch Traiola für seinen Vorrundeneinsatz eine olympische Bronzemedaille.